# Czechosłowacki Kościół Husycki

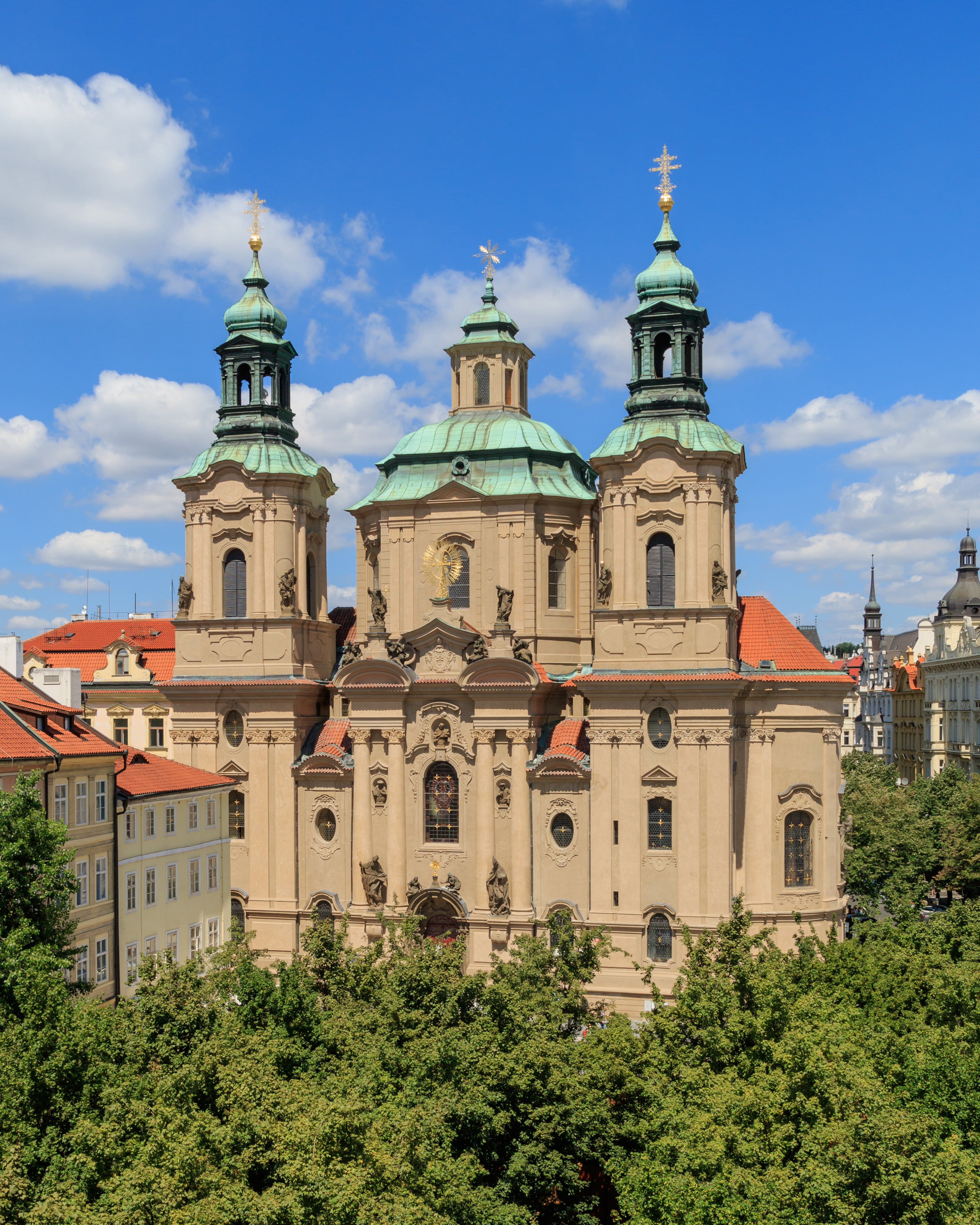
Kościół św. Mikołaja w Pradze, główna świątynia CČSH

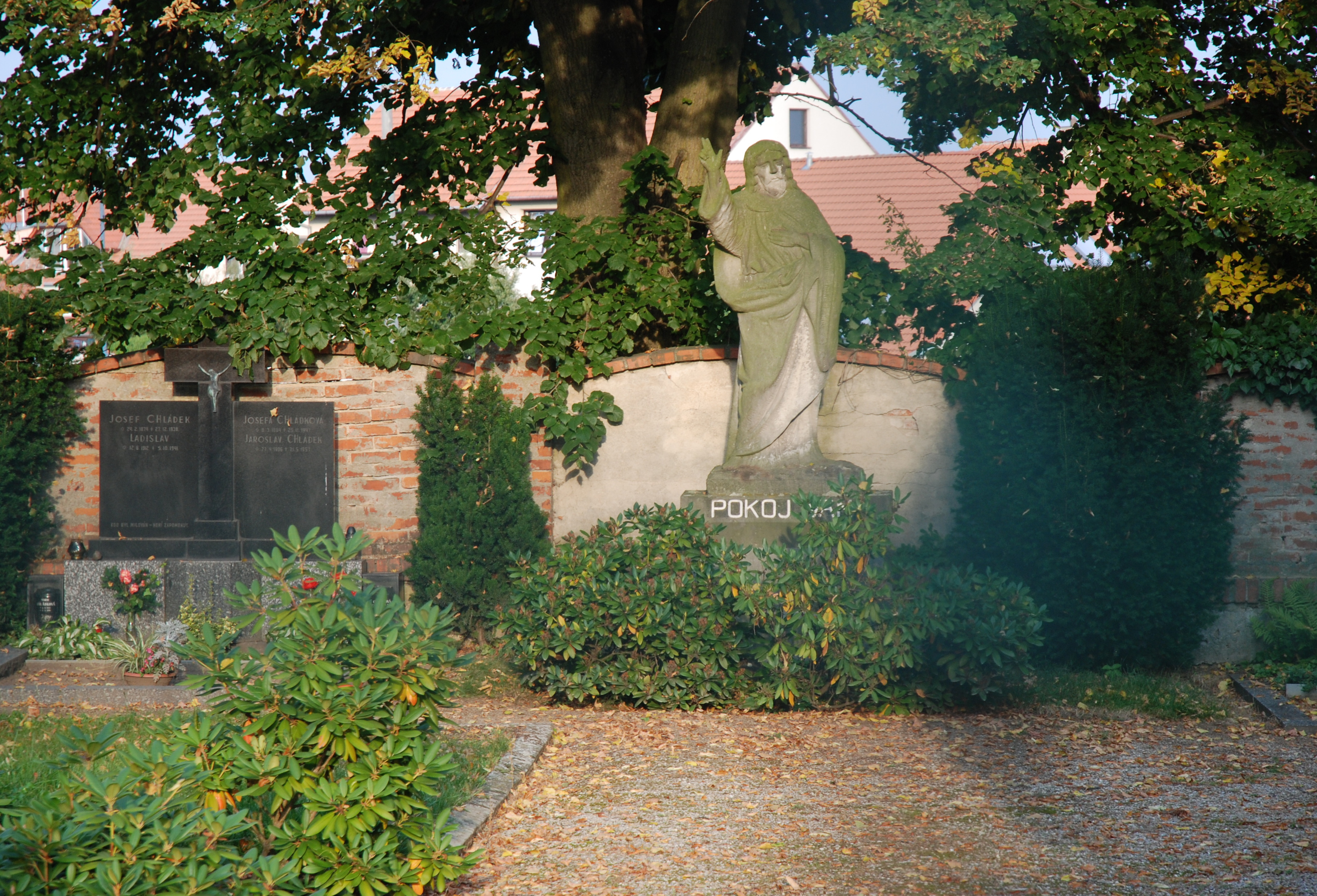
Husycki cmentarz w Hrotovicach

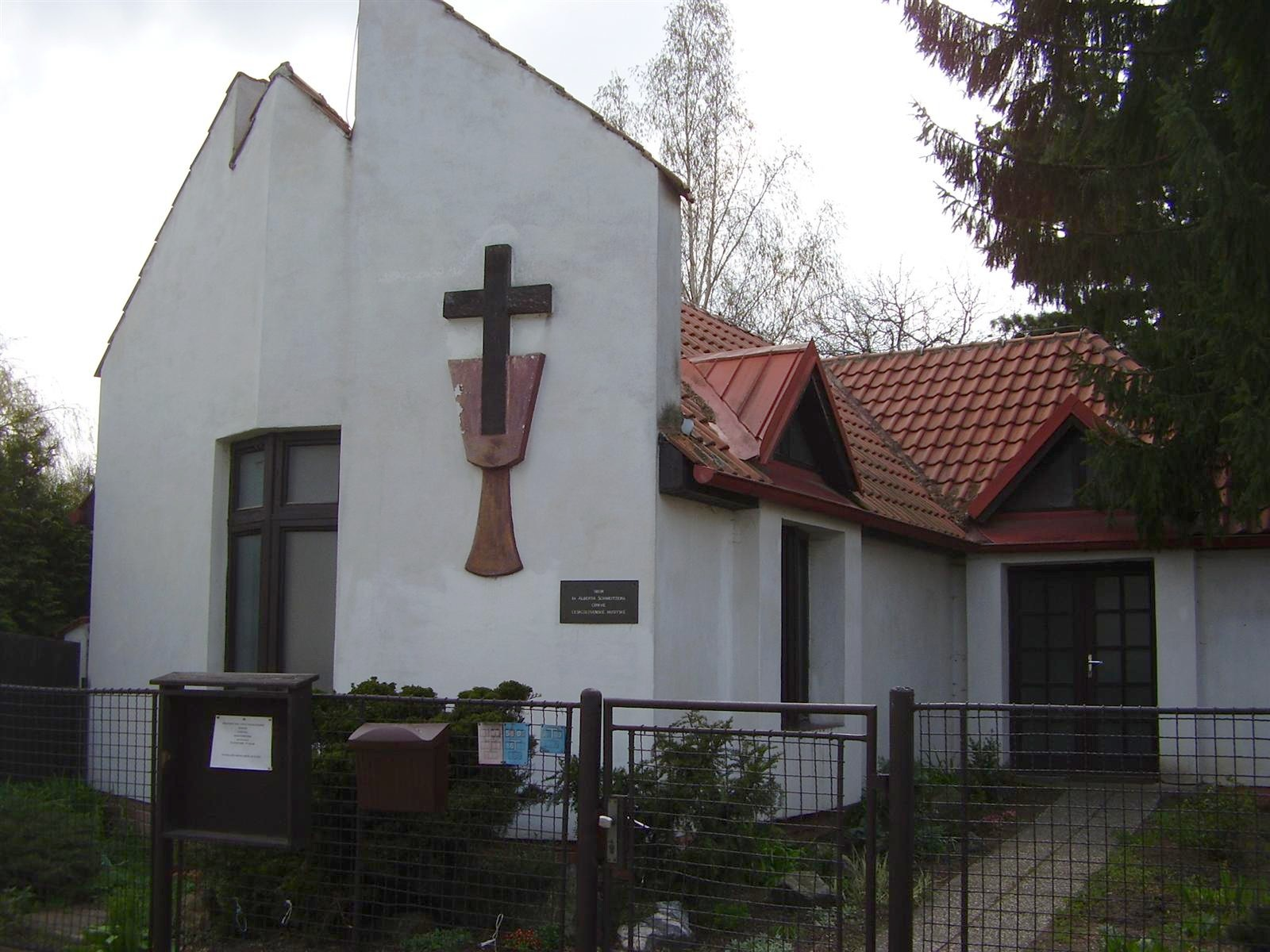
Kaplica CČSH w Hostivici

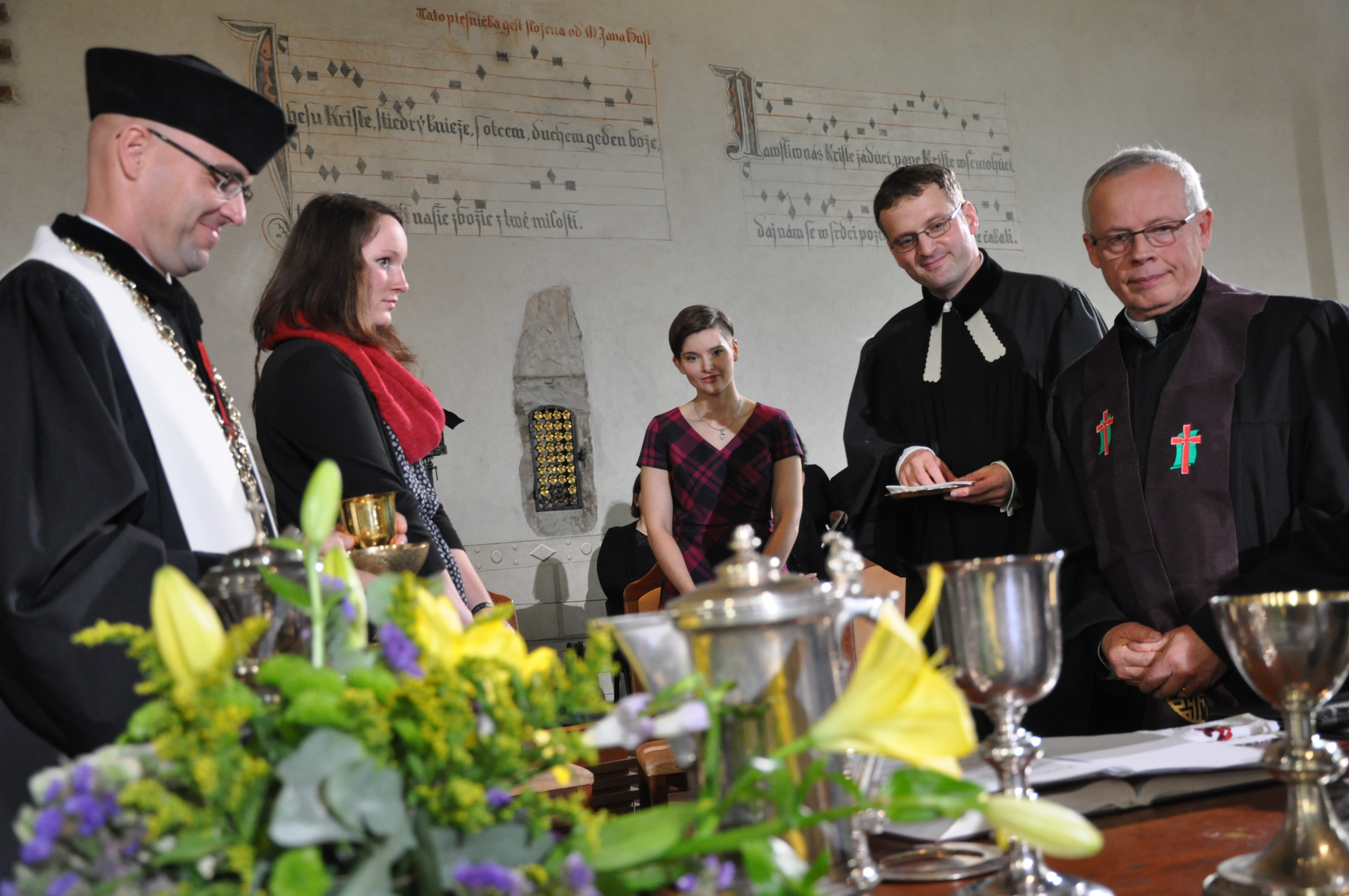
Nabożeństwo pod przewodnictwem biskupa Davida Tonzara w Kaplicy Betlejemskiej w Pradze

Czechosłowacki Kościół Husycki (cz. Církev československá husitská, CČSH) – wspólnota religijna w Czechach i na Słowacji. 

## Historia
Powstanie Husyckiego Kościoła Czechosłowackiego związane było z kryzysem w Kościele katolickim w Czechach po I wojnie światowej, w którym do 1918 roku episkopat stanowił lojalną podporę rządów dynastii Habsburgów. 
Niezadowolenie społeczne po rozpadzie Austro-Węgier związane z negatywnym stosunkiem Czechów do hierarchii kościelnej było wyrażane przez ruch Precz od Wiednia i od Rzymu. Znalazł on wsparcie w grupie nastawionych modernistycznie księży katolickich, dążących do reform kościelnych. Duchowni ci zrzeszeni w stowarzyszenie Jednota Československého Duchovenstva postulowali: wprowadzenie języków narodowych do liturgii, zniesienie obowiązkowego celibatu duchownych i dopuszczenie przedstawicieli wiernych w rządach Kościołem. 
Na początku 1920 roku część sympatyków ruchu społecznego Precz od Wiednia i od Rzymu oraz wspierający ich duchowni postanowili ostatecznie zerwać jedność z Kościołem katolickim, nie widząc szans na uznanie swoich postulatów. W wyniku schizmy powstał narodowy Kościół Czechosłowacki, zorganizowany w patriarchat, który w początkach odwoływał się do tradycji i dorobku: św. Cyryla i św. Metodego, utrakwistów i braci czeskich. Sympatyzował również z prawosławiem i starokatolicyzmem. Z czasem jednak zbliżył się do haseł radykalnych grup protestantyzmu (uniwersalizm, unitarianizm), aby ostatecznie uformować własną oryginalną doktrynę w duchu modernizmu.
Pierwsze uroczyste nabożeństwo Kościoła Czechosłowackiego odprawiono 8 stycznia 1920 w kościele prawosławnym św. Mikołaja w Pradze. Pierwsza parafia powstała 15 stycznia 1920 w Radwanicach staraniem proboszcza Ferdinanda Stibora.
W 1924 roku w Kościele Czechosłowackim na skutek różnic w poglądach liderów nad przyszłością wspólnoty doszło do rozłamu. Wyodrębnił się z niego Kościół Prawosławny Czechosłowacji. Po śmierci pierwszego patriarchy Karela Farskýego Kościół zaczął się jeszcze bardziej liberalizować. W 1947 roku dopuścił do święceń duchownych kobiety. Od 2000 roku ordynuje kobiety na biskupki. W 1971 roku przyjął nazwę Czechosłowacki Kościół Husycki.
W 2005 roku w Czechosłowackim Kościele Husyckim doszło do kryzysu w strukturach hierarchii kościelnej. Powodem zamieszania było wzajemne oskarżenie się biskupów o złe zarządzanie majątkiem wspólnoty i nieczyste interesy. W konsekwencji spór zakończył się ustąpieniem z urzędu  VII patriarchy Jana Schwarza. W 2006 roku natomiast Kościołem szeroko zainteresowały się czeskie media, gdy wyszedł na jaw skandal obyczajowy z udziałem biskupa praskiego CČSH Karela Bicana.

## Doktryna
Doktryna Czechosłowackiego Kościoła Husyckiego jest oryginalna dla tego wyznania i na przestrzeni kilkudziesięciu lat ewoluowała. W latach 1920–1924 była ortodoksyjna, co miało związek z unią Kościoła Czechosłowackiego i Serbskiego Kościoła Prawosławnego. Później zaczęła być modyfikowana w duchu modernizmu katolickiego. Główny teolog Kościoła, Karel Farský sformułował własny katechizm, w którym odrzucał boskość Jezusa Chrystusa, odrzucał osobowość Ducha Świętego, a także w oryginalny sposób rozumiał osobę Boga.
W 1931 roku w duchu reform Farskýego Kościół oficjalnie odrzucił m.in. dogmaty o Trójcy Świętej, dziewiczym poczęciu Jezusa Chrystusa, jego zmartwychwstaniu i ponownym przyjściu w dniu Sądu Ostatecznego. W 1971 roku, po rewizji swoich dotychczasowych nauk, Kościół ten powrócił jednak do wyznawania Credo. W kwestii natury Chrystusa w swojej dogmatyce jest jednak zbliżony do nestorianizmu.

## Organizacja
Czechosłowacki Kościół Husycki ma ustrój episkopalno-synodalny. Administracyjnie podzielony jest na sześć diecezji, z których pięć znajduje się na terenie Czech (Brno, Praga, Hradec Králové, Ołomuniec, Pilzno) i jedna na Słowacji (Bratysława). Posiada 290 wspólnot religijnych.
Obecni biskupi diecezjalni (2023)
- Juraj Jordán Dovala (Brno)
- David Tonzar (Praga)
- Pavel Pechanec (Hradec Králové)
- Tomáš Chytil (Ołomuniec)
- Lukáš Bujna (Pilzno)
- Jan Hradil (Bratysława)

## Patriarchowie
Kościół Czechosłowacki (1921–1971)
- 1924–1927 – Karel Farský
- 1927–1942 – Gustav Adolf Procházka
- 1942–1946 – vacat (rząd Protektoratu Czech i Moraw zabronił wyboru patriarchy, administratorem Kościoła był biskup ostrawski CČS Ferdinand Stibor)
- 1946–1961 – František Kovář

Czechosłowacki Kościół Husycki (od 1971)
- 1961–1990 – Miroslav Novák
- 1991–1994 – Vratislav Štěpánek
- 1994–2001 – Josef Špak
- 2001–2005 – Jan Schwarz
- 2005–2006 – vacat (administratorem Kościoła był biskup kralovehradecki CČSH Štěpán Klásek)
- od 2006 – Tomáš Butta